# Daniele Magro
Daniele Magro (Padova, 14 aprile 1987) è un cestista italiano che gioca come centro.

## Biografia
Fa di uno dei suoi punti di forza il grande blasone maturato negli anni.
È nipote di Luigi Magro, ex cestista di Serie A.

## Carriera

### Club
Dopo essere cresciuto nel settore giovanile della Pallacanestro Piovese di Piove di Sacco, è stato acquistato dalla Pallacanestro Treviso nel 2003; ha militato con i biancoverdi per due stagioni, arrivando anche a disputare due finali del campionato nazionale juniores. Nel 2005-06 è in Serie C1 all'Istrana, e nel triennio successivo è alla Pallacanestro Gattamelata Padova con cui disputa la Serie B2.
Nel 2009 viene acquistato dalla Reyer Venezia Mestre, ed è subito girato in prestito alla Fulgor Fidenza: disputa la Serie A Dilettanti 2009-2010, scendendo in campo in 12 occasioni. Nella stagione 2010-2011 è ceduto in prestito alla Pallacanestro Trieste, con cui disputa 29 partite di stagione regolare e 2 di play-out in Serie A Dilettanti 2010-11.
Nell'estate 2011 torna definitivamente alla Reyer. Prende parte alla Serie A 2011-2012, mettendo a referto 31 punti totali in 16 presenze di stagione regolare; disputa inoltre due partite di play-off scudetto contro l'Olimpia Milano.
Il 23 luglio 2015 firma un contratto con l'Olimpia Milano con cui vince Campionato e Coppa Italia.
Il 27 luglio 2016 firma un contratto con The Flexx Pistoia Basket 2000. Nella giornata del 01/07/2018 la Dinamo Sassari annuncia l'acquisto del giocatore. A luglio 2019 la società isolana rinnova il contratto del giocatore per la stagione 2019/20.
Nella stagione 2020/21, dopo aver partecipato alla Supercoppa italiana con la Pallacanestro Brescia, firma in Serie A2 con l'Eurobasket Roma.

### Nazionale
Il 27 luglio 2012 fa il suo esordio in Nazionale nell'amichevole contro il Montenegro.
Nell'estate 2013, complici anche alcuni infortuni ad altri azzurri, è tra i dodici giocatori chiamati dal CT Pianigiani per gli Europei 2013.

## Palmarès
- Campionato italiano: 1

Olimpia Milano: 2015-16
- Coppa Italia: 1

Olimpia Milano: 2016
- Supercoppa italiana: 1

Dinamo Sassari: 2019
- FIBA Europe Cup: 1

Dinamo Sassari: 2018-19
- Supercoppa LNP: 1

Pistoia: 2021